# 岩本楼
岩本楼（いわもとろう）は神奈川県藤沢市江の島にある旅館。前身は金亀山与願寺（現：江島神社）の別当職を務めた岩本院で、鎌倉時代以来の歴史を持つ。

## 沿革
古くは中の坊と称していたが、その後岩本坊・岩本院と改名した。上の坊・下の坊と共に与願寺の別当を務めていたが、後に上の坊・下の坊を支配下に置き、総別当となる。
江戸時代中期以降、江の島は江戸から手軽に行ける観光地として栄え、岩本院も宿坊として栄えた。文久2年（1862年）初演の歌舞伎、青砥稿花紅彩画（白浪五人男）に登場する弁天小僧は岩本院の稚児をモデルにしたと言われている。
1873年（明治6年）、神仏分離令により与願寺は廃され江島神社となり、岩本院も翌1874年に岩本楼と改名し旅館となった。

## 施設
- 岩本楼ローマ風呂 - 1930年（昭和5年）に作られた洋風の風呂で2001年（平成13年）に国の登録有形文化財に登録された。
- 弁天洞窟風呂 - 江の島の岩屋を模した風呂。岩本院時代は稚児を折檻する土嚢だった[2]。
- 娯楽室　- 大きな螺鈿で作られた天井がある[2]。
- 岩本楼資料館